# ベストインショウ
ベストインショウ（Best in Show）はアメリカ合衆国の競走馬、繁殖牝馬。ベストインショーとも表記される。ヨーロッパやアメリカ、オセアニア、日本などで現代に至るまで多くの活躍馬を輩出する一大牝系の祖となった。
　

## 経歴

### 競走馬時代
アメリカで競走生活を送り、通算成績は27戦5勝、2着3回、3着4回。3歳時に7ハロンの重賞カムリーステークスに優勝しており、当年度のフリーハンデでは111ポンドの評価を受けている。

### 繁殖牝馬時代
母としてはサンタスサーナテークス・ケンタッキーオークスの優勝馬ブラッシュウィズプライド（Blush With Pride）など重賞競走勝ち馬を4頭送り出し、競走馬時代を遥かに上回る大成功を収めた。ブラッシュウィズプライドが活躍した1982年にはケンタッキー州最優秀繁殖牝馬に選出されている。しかしそれ以上に牝馬の産駒がそれぞれ母として多くの活躍馬の祖となり、一大牝系ベストインショウ系を形成した。
初仔のセックスアピール（Sex Appeal）は競走馬としては不出走だったものの、母として名種牡馬ラストタイクーンの父となったトライマイベスト、1980年代の欧州トップホースの一頭に挙げられるエルグランセニョール（El Gran Senor）を産んだ。セックスアピールの血はラストタイクーンを母父にもつキングカメハメハを通じて多くの日本馬にも受け継がれている。2018年には孫のフサイチパンドラの仔アーモンドアイが日本の牝馬三冠及びジャパンカップを制して同年のJRA賞年度代表馬となった。
1975年産のミニーホーク（Minnie Hauk）は母としてフィーニクスステークス勝ち馬アヴィアンス（Aviance）、カドラン賞勝ち馬チーフコンテンダー（Chief Contender）の2頭のG1馬を産んだ。アヴィアンスも母として良績を残し米G1競走4勝馬デノン（Denon）などG1馬2頭の母となったほか、同馬の孫世代に米G1を3勝し種牡馬としても活躍したアルデバラン、マイルG1競走5勝を挙げたスピニングワールドなどが出ている。
1976年産のショウレディー（Show Lady）を祖とする牝系はオーストラリアを中心に多数のG1競走優勝馬を送り出し、大きく繁栄した。曾孫世代には種牡馬として歴史的な成功を収めたリダウツチョイス（Redoute's Choice）がいる。
1977年産のモンロー（Monroe）はジュドモントファームの基礎牝馬となり、子孫からは同ファーム生産の多くの活躍馬が出た。孫に本邦輸入種牡馬のザールがいるほか、2010年代に入っても2014年にクローズハッチズ（Close Hatches）が米G1競走3連勝を飾り、2019年にはシスキンとロジシャン（Logician）がG1馬になるなど、近年においても活躍馬を輩出し続けている。
競走馬として優秀な成績を残したブラッシュウィズプライドは母としても活躍し、仔にジャジル（Jazil）・ラグズトゥリッチズ（Rags to Riches）・カジノドライヴきょうだいを産んだ名繁殖牝馬ベターザンオナー（Better Than Honor）がいるほか、孫世代には欧州でG1競走4連勝の快挙を成し遂げたピーピングフォーンが出ている。

### 産駒一覧
| 生年 | 馬名                    | 性 | 毛色 | 父             | 戦績・繁殖成績 |
| ---- | ----------------------- | -- | ---- | -------------- | --- |
| 1970 | Sex Appeal              | 牝 | 栗毛 | Buckpasser     | 不出走 繁殖牝馬。仔にトライマイベストとEl Gran Senor 子孫にフサイチパンドラ、アーモンドアイなど                                                                         |
| 1971 | Top Thespian            | 牡 | 鹿毛 | Pia Star       | 99戦9勝 |
| 1972 | Star of Bagdad          | 牝 | 鹿毛 | Bagdad         | 11戦1勝 繁殖牝馬 |
| 1973 | Malinowski              | 牡 | 鹿毛 | Sir Ivor       | 5戦2勝 クレイヴァンS（G3）優勝、デューハーストS（G1）2着 |
| 1974 | Preferred Position      | 牡 | 栗毛 | Buckpasser     | 36戦3勝 |
| 1975 | Minnie Hauk             | 牝 | 鹿毛 | Sir Ivor       | 4戦2勝 繁殖牝馬。仔にフィーニクスS優勝馬Aviance、カドラン賞優勝馬Chief Contender 子孫にスピニングワールド、アルデバランなど                                             |
| 1976 | Show Lady               | 牝 | 鹿毛 | Sir Ivor       | 不出走 繁殖牝馬 子孫にRedoute's Choiceなど |
| 1977 | Monroe                  | 牝 | 鹿毛 | Sir Ivor       | 8戦3勝 バリーオーガンS（G3）優勝、フィーニクスS（G1）2着 繁殖牝馬。仔にザール 子孫にCloth Hatches（米G1競走5勝）、Logician、シスキンなど                                |
| 1978 | *ギイールグッド Gielgud | 牡 | 栗毛 | Sir Ivor       | 4戦1勝 英シャンペインS（G2）優勝 本邦輸入種牡馬 |
| 1979 | Blush With Pride        | 牝 | 栗毛 | Blushing Groom | 16戦6勝 サンタスサーナS（G1）、ケンタッキーオークス（G1）ほか計重賞4勝、スピンスターS（G1）2着 繁殖牝馬 子孫にRags to Riches、ピーピングフォーン（英愛でG1競走4勝）など |
| 1980 | Key Player              | 牡 | 鹿毛 | Sir Ivor       | 4戦2勝 |
| 1981 | Star of the Show        | 牝 | 栗毛 | Alydar         | 1戦0勝 |
| 1982 | Gold Cup                | 牡 | 栗毛 | Alydar         | 不出走 |
| 1983 | Nijinsky's Best         | 牝 | 栗毛 | Nijinsky       | 不出走 繁殖牝馬。仔にYagli（米G1競走3勝） |
| 1984 | Ride Sally Ride         | 牝 | 栗毛 | Super Concorde | 不出走 繁殖牝馬 |
| 1987 | Perfect Isn't Easy      | 牝 | 栗毛 | Saratoga Six   | 4戦0勝 繁殖牝馬 子孫にEffinex（クラークH） |
| 1989 | Show You Care           | 牝 | 栗毛 | Peterhof       | 3戦0勝 繁殖牝馬 |

産駒一覧の出典：

## ベストインショウ系
G1競走優勝馬（太字）、重賞競走に優勝した日本馬を記載。*は日本に輸入された馬。
- Best in Show 1965
  - Sex Appeal 1970
    - *トライマイベスト 1975（デューハーストS）
    - Solar 1976
      - Solariat 1980
        - Angelina Ballerina 1985
          - Apamea 2003
            - Takedown 2012（ウインターボトムS）[6]

        - Margot 1991
          - Queen Mambo 1995
            - Queen Tango 2000
              - Que Vida Buena 2005（亜G1ブエノスアイレス市大賞・エストレジャス大賞スプリント）[7]
              - Que Clase 2008
                - Limited Edition 2019（伯G1・サンパウロヂアナ大賞）[8]

          - *ミスカスウェル 1997
            - ウーマンインレッド 2008
              - ライオンボス 2015（アイビスサマーダッシュ）

      - Shining Through 1989
        - Bahamian Pirate 1995（ナンソープS）[9]

    - *ノーザンプランサー 1980
      - Tijuana Tango 1993
        - Jarama 2000
          - Chinchon 2005（ユナイテッドネイションズS・シンガポール空港国際C）[10]

    - El Gran Senor 1981（デューハーストS・英2000ギニー・愛ダービー）
    - Golden Oriole 1983
      - *サニーモーニング 1987
        - シロキタクロス 1993（神戸新聞杯）[11]
        - サブノアフロディア 1997
          - サブノイナズマ 2005
            - サブノジュニア 2014（JBCスプリント）

      - Dance Fever 2002
        - Estrela Monarchos 2010（伯G1・グリマルディセアブラ大賞）[12]　

    - Bella Senore 1984
      - Napoli 1991
        - *フォレストレイン 1997
          - Freedonia 2002
            - Albigna 2017（マルセルブサック賞）[13]

        - Domedriver 1998（BCマイル）[14]

    - Russian Ballet 1988
      - *マチカネササメユキ 1993
        - マチカネホシシロキ 2000
          - インサイドザパーク 2010（東京ダービー）[15]

        - ファーゴ 2009
          - ヴァルディゼール 2016（シンザン記念）

    - *ロッタレース 1992
      - フサイチパンドラ 2003（エリザベス女王杯・札幌記念）
        - アーモンドアイ 2015（シンザン記念・桜花賞・優駿牝馬・秋華賞・ジャパンC2勝・ドバイターフ・天皇賞（秋）連覇・ヴィクトリアマイル）

  - Minnie Hauk 1975
    - Aviance 1982（フィーニクスS）[16]
      - Chimes of Freedom 1987（モイグレアスタッドS）[17]
        - Good Journey 1996（アットマイル）[18]
        - *アルデバラン 1998（サンカルロスH・メトロポリタンH・フォアゴーH）

      - Inperfect Circle 1988
        - *スピニングワールド 1993（愛2000ギニー・ジャックルマロワ賞連覇・ムーランドロンシャン賞・BCマイル）
        - Visions of Clarity 2000
          - Pathfork 2008（ナショナルS）[19]
          - War of Will 2016（プリークネスS、メーカーズマークマイルS）[20]

      - Remote Romance 1997
        - Sabia 2002
          - Lizzie l'Amour 2012（ニュージーランドS・ハービーダイクS）[21]

        - Saddex 2003（ラインラントポカル・イタリア共和国大統領賞）[22]

      - Denon 1998（ハリウッドダービー・C.ウィッティングMH・ターフクラシック招待S・マンハッタンH）[23]

    - Chief Contender 1993（カドラン賞）[24]

  - Show Lady 1976
    - *ダンシンインザレイン 1980
      - *ブラッシングインザレイン 1988
        - トーホウシデン 1997（中山金杯）[25]

    - Dancing Show 1983
      - Umatilla 1988（カラカッタプレート）[26]
      - Hurricane Sky 1991（ブルーダイヤモンドS・オールエイジドS）[27]
      - Shantha's Choice 1992
        - Redoute's Choice 1996（ブルーダイヤモンドS・マニカトS・コーフィールドギニー・CFオーアS）
        - Platinum Scissors 1999（スプリングチャンピオンS）[28]
        - Unspoken Choice 2003
          - Hot Summer Night 2008
            - Summer Sham 2014
              - Schwarz 2020（ウィリアムレイドS）[29]

        - Manhattan Rain 2006（サイアーズプロデュースS）[30]
        - The Broken Shore 2009
          - Shoals 2014（マイヤークラシック・サラウンドS・ユーベットクラシック）[31]

      - Show Dancing 1993
        - Salamah 1999
          - Salma 2009
            - Marhoona 2022（ゴールデンスリッパーS）[32]

        - Al Maher 2001（オーストラリアンギニー）[33]

      - Twyla 1995
        - Celebria 2001
          - Gathering 2006（レイルウェイS）[34]
          - Florentina 2008
            - In Italian 2018（ダイアナS・ファーストレディS・ジェニーワイリーS・ジャストアゲームS）[35]

        - Murjana 2004
          - Isstoora 2011
            - Desert Lightning 2019（TABクラシック）[36]

        - Movin' Out 2005
          - Transfers 2010
            - Tom Kitten 2020（スプリングチャンピオンS・オールスターマイル）[37]

    - Ladies' Day 1990
      - He's No Pie Eater 2003（ローズヒルギニー・チッピングノートンS）[38]

  - Monroe 1977
    - Didicoy 1986
      - Didina 1992
        - Tantina 2000
          - Scuffle 2005
            - Sleep Walk 2011
              - Whitebeam 2019（ダイアナS）[39]

            - Logician 2016（英セントレジャー）

          - Cityscape 2006（ドバイデューティフリー）[40]

        - Aucution Room 2003
          - Crying Lightening 2008
            - Strawberry Lace 2015
              - Unquestionable 2021（BCジュヴェナイルターフ）[41]

    - Diese 1989
      - Senure 1996（ユナイテッドネイションズH・クレメント.L.ハーシュ記念ターフCS）[42]
      - Five Fields 2002
        - Fiery Sunset 2011
          - Circle of Fire 2020（シドニーC）[43]

      - Seatone 2008
        - Prosperous Voyage 2019（ファルマスS）[44]

    - *ザール 1995（サラマンドル賞・デューハーストS）
    - Silver Star 1996
      - Rising Tornado 2005
        - Close Hatches 2010（マザーグースS・コティリオンS・アップルブロッサムH・オグデンフィップスH・パーソナルエンスンS）[45]
        - Lockdown 2014
          - Idiomatic 2019（パーソナルエンスンS・スピンスターS連覇・BCディスタフ・ラトロワンヌS）[46]

      - Bird Flown 2011
        - *シスキン 2017（フェニックスS・愛2000ギニー）　

  - Blush With Pride 1979（サンタスサーナS・ケンタッキーオークス）[47]
    - Goldminess 1990
      - *スノーペトレル 1996
        - ダイメイダーク 2007
          - ダイメイプリンセス 2013（アイビスサマーダッシュ・北九州記念）

    - Better Than Honour 1996
      - Teeming 2001
        - Streaming 2011（ハリウッドスターレットS）[48]
        - Modeling 2012
          - Arcangelo 2020（ベルモントS・トラヴァーズS）

      - Jazil 2003（ベルモントS）
      - Rags to Riches 2004（ラスヴァージネスS・サンタアニタオークス・ケンタッキーオークス・ベルモントS）
      - *カジノドライヴ 2005（ピーターパンS）

    - Maryinsky 1999
      - *ピーピングフォーン 2004（プリティーポリーS・愛オークス・ナッソーS・ヨークシャーオークス）[49]
      - Thewayyouare 2005（クリテリウムアンテルナシオナル）[50]

    - Butterfly Blue 2000
      - Lacadena 2005
        - Paris Bikini 2012
          - Paris Lights 2017（CCAオークス）[51]

  - Nijinsky's Best 1983
    - Yagli 1993（ガルフストリームパークBCH・マンハッタンH・ユナイテッドネイションズH）[52]　
    - *ジェイドアイランド  1999
      - Motivation 2009
        - Rockemperor 2016（ジョーハーシュターフクラシックS）[53]

  - Perfect Isn't Easy 1987
    - Perfect Pear 1997
      - What a Pear 2006
        - Effinex 2011（クラークH）[54]

牝系図の出典：Galopp Sieger、牝系検索α

## 血統表
| ベストインショウの血統     | ベストインショウの血統                                       | ベストインショウの血統                                       | （血統表の出典）                                             | （血統表の出典） |
| 父系                       | ハイペリオン系                                               | ハイペリオン系                                               | ハイペリオン系                                               | [ § 2 ]          |
| 父 Traffic Judge 1952 栗毛 | 父の父Alibhai 1938 栗毛                                      | Hyperion                                                     | Gainsborough                                                 | Gainsborough     |
| 父 Traffic Judge 1952 栗毛 | 父の父Alibhai 1938 栗毛                                      | Hyperion                                                     | Selene                                                       |                  |
| 父 Traffic Judge 1952 栗毛 | 父の父Alibhai 1938 栗毛                                      | Teresina                                                     | Trecery                                                      | Trecery          |
| 父 Traffic Judge 1952 栗毛 | 父の父Alibhai 1938 栗毛                                      | Teresina                                                     | Blue Tit                                                     |                  |
| 父 Traffic Judge 1952 栗毛 | 父の母Traffic Court 1938 黒鹿毛                              | Discovery                                                    | Display                                                      | Display          |
| 父 Traffic Judge 1952 栗毛 | 父の母Traffic Court 1938 黒鹿毛                              | Discovery                                                    | Ariadne                                                      |                  |
| 父 Traffic Judge 1952 栗毛 | 父の母Traffic Court 1938 黒鹿毛                              | Traffic                                                      | Broomstick                                                   | Broomstick       |
| 父 Traffic Judge 1952 栗毛 | 父の母Traffic Court 1938 黒鹿毛                              | Traffic                                                      | Treverse                                                     |                  |
| 母 Stolen Hour 1953 栗毛   | 母の父Mr.Busher 1946 栗毛                                    | War Admiral                                                  | Man o' War                                                   | Man o' War       |
| 母 Stolen Hour 1953 栗毛   | 母の父Mr.Busher 1946 栗毛                                    | War Admiral                                                  | Brushyp                                                      |                  |
| 母 Stolen Hour 1953 栗毛   | 母の父Mr.Busher 1946 栗毛                                    | Baby League                                                  | Bubbling Over                                                | Bubbling Over    |
| 母 Stolen Hour 1953 栗毛   | 母の父Mr.Busher 1946 栗毛                                    | Baby League                                                  | La Troienne                                                  |                  |
| 母 Stolen Hour 1953 栗毛   | 母の母Late Date 1929 黒鹿毛                                  | Hourless                                                     | Negofol                                                      | Negofol          |
| 母 Stolen Hour 1953 栗毛   | 母の母Late Date 1929 黒鹿毛                                  | Hourless                                                     | Hour Glass                                                   |                  |
| 母 Stolen Hour 1953 栗毛   | 母の母Late Date 1929 黒鹿毛                                  | Herd Girl                                                    | Colin                                                        | Colin            |
| 母 Stolen Hour 1953 栗毛   | 母の母Late Date 1929 黒鹿毛                                  | Herd Girl                                                    | Torpenhow                                                    |                  |
| 母系(F-No.)                | 8号族(FN:8-f)                                                | 8号族(FN:8-f)                                                | 8号族(FN:8-f)                                                | [ § 3 ]          |
| 5代内の近親交配            | Tracery 4×5=9.38%、Fair Play 5×5=6.25% 、Rock Sand 5×5=6.25% | Tracery 4×5=9.38%、Fair Play 5×5=6.25% 、Rock Sand 5×5=6.25% | Tracery 4×5=9.38%、Fair Play 5×5=6.25% 、Rock Sand 5×5=6.25% | [ § 4 ]          |
| 出典                       | 1. 2. 3. 4.                                                  | 1. 2. 3. 4.                                                  | 1. 2. 3. 4.                                                  | 1. 2. 3. 4.      |

- 半妹Stolen Dateの牝系からは2010年代に入って活躍馬が多く出ており、同馬の子孫に2013-2014年シーズン香港年度代表馬Designs On Rome、欧州でG1競走2勝を挙げ日本に繁殖牝馬として輸入されたカヴァートラブ、欧州のマイル路線で活躍したRomanisedなどがいる。